# Кабиров, Марат Рафилович
Марат Кабиров (род. 23 августа 1970, Чуракаево, Татарская АССР) — татарский писатель, работающий в разнообразных жанрах, включая ужасы, триллер, фантастику, фэнтези, мистику, драму, поэзию, юмор.
В республиканских изданиях Башкортостана и Татарстана публикуется с 1985 года. Известен как поэт, прозаик, юморист

, сценарист. Выпустил несколько сборников стихотворении. Концерты многих исполнителей современной татарской эстрады как Хания Фархи, Гузель Уразова, Ризван Хакимов, Айдар Галимов основаны на его сценариях. Автор множество текстов для песен. Написал около двух сотен рассказов, несколько десятков повестей и романов.
В 2000-х годах открыл свой официальный сайт в Интернете и чуть позже начал создавать цифровые книги на татарском языке в форматах pdf, exe, chm, fb2, mobi, epub. Под его руководством создано интернет-издательство татарских цифровых книг и торговая площадка WebKitap, где каждый писатель может сам разместить своё произведение.

## Биография
Марат Рафилович Кабиров родился в 23 августа 1970 года в деревне Чуракаево Актанышского района Республики Татарстан.
Мать поэта Султанова Ануза Амирьяновна после смерти супруга, вернулась в свою родную деревню в Илишевский район и всю жизнь проработала в колхозе.
После окончания восьмилетней школы в д. Сынгряново Марат поступил в Профессиональное техническое училище с В. Яркеево. Был старостой группы. Участвовал в спортивных соревнованиях.
Год проработал в колхозе и в 1989 году поступил на журфак Башкирского государственного Университета (ныне Уфимский университет науки и технологий). После первого курса по семейным обстоятельствам оставил учёбу и начал работать в детской газете «Башкортстан пионере». Через год перевелся в только что открывшуюся татарскую газету «Омет», где проработал до 2000 года. Исполнял обязанности специального корреспондента, заведующего отделом литературы и искусства, заместителя главного редактора. Был в длительных творческих командировках в «горячих точках» России и Ближнего Зарубежья.
1993—1999 годах заочно учился в филологическом факультете Башкирского государственного педагогического института.
С 1995 года член Союза писателей РБ и России.
В 2000—2012 годы работал в ансамбле «Байрам» Хании Фархи и в ансамбле «Нафиса» Ризвана Хакимова.
С 2009 года принят в Союз писателей РТ.

## Критика
В основном татарские критики были благосклонны к Кабирову. Писатели Роберт Миннуллин, Айдар Халим, Ркаиль Зайдулла и профессора филологических наук Дания Загидуллина, Суфиян Сафуанов, Лилия Сагидуллина дают в основном положительные оценки его творчества, отмечая следующее: «Острота его прозы, жизненность описанных ситуации, откровенный и обезоруживающе непринужденный стиль изложения, страстное, яростное обличение человеческих пороков, все это делает из него по-настоящему популярного писателя».
В то же время, некоторые литературные критики упрекают в нарушении традиции татарской словесности, в излишней напряженности эпизодов и жесткости характеров, в увлечении мистикой, в ненужной откровенности при описании интимных сцен.
Наиболее лучшими произведениями считаются повести «Хөрмәтле мәет әфәнде» («Бродит призрак» пер. В. Чарковского), «Сары йортлар сере» («Тайна желтых домов»), Акбабайның туган көне" («Акбабай»), романы «Бердәнбер һәм кабатланмас» («Имя твоего ангела» пер. Р. Загретдиновой), «Елмаю» («Улыбка» пер. Л. Загретдиновой), Китап («Книга»)

## Произведения
- Онытма таңнарыңны: шигырьләр / М. Кабиров. — Уфа: Башкнигоиздат, 1991.
- Серләшик әле бер: шигырьлэр, поэмалар /М. Кабиров. — Уфа: Изд-во «Өмет», 1994.
- Күңелле табын /тостлар, котлаулар / М. Кабиров. — Уфа, Кызыл таң, 1999—2004.
- Ин күңелле китап: юмористик хикәяләр /М. Кабиров. — Казань, 2003.
- Өзәнгегә баскан чак: шигырьләр / М. Кабиров. — Уфа: Китап, 2002.
- Җыр дәфтәре:җырлар / М. Кабиров. — Казань: ВебКитап,2012.
- Яралы моң:шигырьләр / М. Кабиров. — Казань: ВебКитап,2013.
- Мәхәббәт яңгыры: повестьлар / М. Кабиров. — Казань: Тат.кн.изд-во, 2006.
- Сагындым. Кайт инде…:повестьлар / М. Кабиров. — Казань: Тат.кн.изд-во, 2008.
- Бердәнберһәм кабатланмас: роман / М. Кабиров. — Казань: Тат.кн.изд-во, 2013.
- Убырларуянган чак: роман / М. Кабиров. — Казань: ВебКитап, 2008.
- Китап: роман / М. Кабиров. — Казань: ВебКитап, 2006.
- Елмаю: роман / М. Кабиров. — Казань: ВебКитап, 2009.
- Мәхәббәттән җырлар кала: повесть / М. Кабиров. — Казань
- Хөрмәтлемәет әфәнде: повесть / М. Кабиров. — Казань
- Сары йортлар сере: повесть / М. Кабиров. — Казань
- Ул: повесть / М. Кабиров. — Казань
- Акбабайның туган көне: повесть / М. Кабиров. — Казань
- Чиксез табут: повесть / М. Кабиров. — Казань
- Паралель дөнья: повесть / М. Кабиров. — Казань
- Дүртенче үлчәм: хикәяләр / М. Кабиров. — Казань
- Җанның ялангач чагы: эссе / М. Кабиров. — Казань
- Дождь любви: повесть / М. Кабиров. — Казань
- Улыбка: роман / М. Кабиров. — Казань
- Книга: роман / М. Кабиров. — Казань
- Бродит призрак: повесть / М. Кабиров. — Казань
- Имя твоего ангела: роман / М. Кабиров. — Казань

## Статьи о нём
- Хәерле юл! / Ә. Атнабаев. // Кызыл таң — 1987 — 17 май
- Марат чишмәсе / М. Вафин. // Тулпар — 1995
- Өзәнгеләр өзелмәс / Р. Миңнуллин // Мәдәни җомга −2002
- Әдәбият — йөрәк эше / Д. Булатова. // Тулпар — 2002 — № 1 — С. 8—9.
- Туган якның шигъри хәзинәсе // Тулпар — 2002 — № 4. — С. 47.
- Үзеңә генә хас моңы бар //Маяк — 2002 — 7 сентября — С. 4.
- Тере тамырларның мул шытымы / С. Сафуанов //Тулпар — 2003.
- Шагыйрь прозасы / Д. Заһидуллина // Мәйдан -
- Нокта куя белү — зур осталык / С. Сафуанов //Тулпар -
- Мин популяр кеше түгел / Әлфия Закирова // Өмет -
- Иң мөһиме — язучы битараф булмасын / Л. Абузарова. // Кызыл таң — 2006 — 3 декабря — С. 5.
- Сез беләмсез кая барганны? /А. Хәлим// Казан утлары -
- Татарга сатма матбугат / Р. Фәтхрахманов// Казан утлары
- Его любят, книги его читают // Маяк — 2008 — 29 марта — С. 4.
- Мәхәббәтне мәхәббәт кенә уята ала…/ Алсу Хәсәнова // Ватаным Татарстан — 2008.
- Мәхәббәтсез яшәп караганым юк / Айзирәк Гәрәева //Пар алма — 2008.
- Марат Кабиров // Казан утлары — 2009 — № 4. — С. 184.
- Табыныр җир эзләп килмәдем! / Эльмира Җәлилова // Ирек мәйданы — 2009.
- Сәясәт белән минем әсәрләр шөгыльләнә / Ландыш Әбудәрова // Идель — № 3, 2011.
- Әдәбиятны күтәрүче дә, төшерүче дә — нәшрият /А. Гәрәева // Интертат — 2012.
- Начар яшәмәс идем…/ Г. Хисаметдинова // Ватаным Татарстан — 2012. — № 71—72.
- Мин хөкүмәт язучысы түгел / Илфак Шиһапов // Шәһри Казан — 2014.